# Takeru Hokazono
Takeru Hokazono (外薗健, Hokazono Takeru, né le 6 septembre 2000) est un mangaka japonais. Il est connu pour avoir écrit Kagurabachi, qui paraît dans le magazine Weekly Shōnen Jump de la Shūeisha depuis septembre 2023, et publié par Kana en France.

## Biographie
Takeru Hokazono est né dans la préfecture d'Osaka, Japon le 6 septembre 2000. Il a grandi en lisant le Weekly Shōnen Jump et voulait y faire publier une de ses œuvres. L'auteur est fan de Naruto, et la série l'a inspiré à devenir mangaka. Hokazono a commencé à créer des mangas pendant la pandémie de Covid-19 alors qu'il était à l'université. Son premier manga, le one-shot Enten, a été publié dans le numéro de printemps 2021 du Jump Giga et a gagné le 100e prix Tezuka. Un autre de ses one-shot, Farewell! Cherry Boy! , a aussi été publié dans le même numéro.

## Carrière
En septembre 2023, la version sérialisée de Kagurabachi a débuté dans le Weekly Shōnen Jump. Hokazono a créé Kagurabachi car il voulait écrire une histoire de vengeance. Il avait déjà exploré ce thème dans ses one-shots, ce qui a poussé son éditeur à relever le défi de sérialiser Kagurabachi.
Kagurabachi a été l'oeuvre la plus votée dans le sondage Manga Plus AX, devançant Sakamoto Days, Ruri Dragon, et Blue Box. Le manga a gagné le 10e Next Manga Award dans la catégorie imprimée et a été nommé pour le 70e prix Shōgakukan .

## Style et influences
Il est fan de films western, en particulier de Quentin Tarantino et de John Wick . Outre Tarantino, l'auteur est également fan des réalisateurs Christopher Nolan et David Fincher .
Les éléments de l'histoire dans Kagurabachi ont également été inspirés par Naruto, Chainsaw Man, Ajin et L'Attaque des Titans. Ses premiers one-shots, en particulier Enten, étaient davantage influencés par Naruto .

## Œuvres

### Sérialisations
- Kagurabachi (カグラバチ?) (septembre 2023 - présent ; serialisé dans le Weekly Shōnen Jump)

### One-shots
- Enten (炎天?) (avril 2021 ; publié dans le Jump GIGA)
- Adieu! Cherry Boy! (さらば！チェリーボーイ！?) (avril 2021 ; publié dans le Jump GIGA)
- Chain (チエイン?) (juillet 2021 ; publié dans le Jump GIGA)
- Madogiwa de Amu (まどぎわで編む?, Tricoter à la fenêtre) (avril 2022 ; publié dans le Weekly Shonen Jump)
- Roku no Meiyaku (ロクの冥約?) (août 2022 ; publié dans le Weekly Shonen Jump)